# Ситник острый
Ситник острый (лат. Juncus acutus) — типовой вид рода Ситник.

## Ареал
Ареал — район Средиземноморья, Кавказ, Иран, Британские острова. В Америке встречается в Северной Мексике и юго-западе США. Предпочитает увлажнённые места с засолением, но растёт и на пресноводных водно-болотных угодьях. Вид занесён на юг Бразилии и в долину реки Муррей в Австралии.

## Описание вида
Ситник острый — многолетнее травянистое растение высотой до 1,5 м. Листья жёсткие, с открытыми незамкнутыми влагалищами. Цветки 2-4 мм в диаметре, буровато-зелёные, быстро отцветают, опыляются ветром. Плод — коробочка.
В Европе вид считается полезным растением, защищающим почвы от эрозии. В Австралии, наоборот, ситник острый считается сорняком.